# Electrokoenenia yaksha
Pour les articles homonymes, voir Yaksha (homonymie).
Genre
Espèce
Electrokoenenia yaksha, unique représentant du genre Electrokoenenia, est une espèce fossile de palpigrades de la famille des Eukoeneniidae.

## Fossiles
Selon Paleobiology Database en 2025, ce genre Electrokoenenia a une seule collection référencée de fossiles. Cette collection de fossiles sont du Cénomanien inférieur du Crétacé supérieur, c'est-à-dire date de 100,5-93,9 Ma avant notre ère .

## Distribution
Cette espèce a été découverte dans de l'ambre de Birmanie. Elle date du Crétacé.

## Description
La femelle holotype mesure 1,47 mm.

## Étymologie
Son nom d'espèce lui a été donné en référence au Yaksha.

## Genres de la famille des Eukoeneniidae
Selon Palpigrades of the World (version 1.0) :
- Allokoenenia Silvestri, 1913
- Eukoenenia Börner, 1901
- Koeneniodes Silvestri, 1913
- Leptokoenenia Condé, 1965

Selon The World Spider Catalog (version 18.5, 2018) :
- †Electrokoenenia Engel & Huang, 2016

### Publication originale
- Engel, Breitkreuz, Cai, Alvarado, Azar & Huang, 2016 : The first Mesozoic microwhip scorpion (Palpigradi): a new genus and species in mid-Cretaceous amber from Myanmar. The Science of Nature, vol. 103,: no 19, p. 1-7.